# Indian Museum

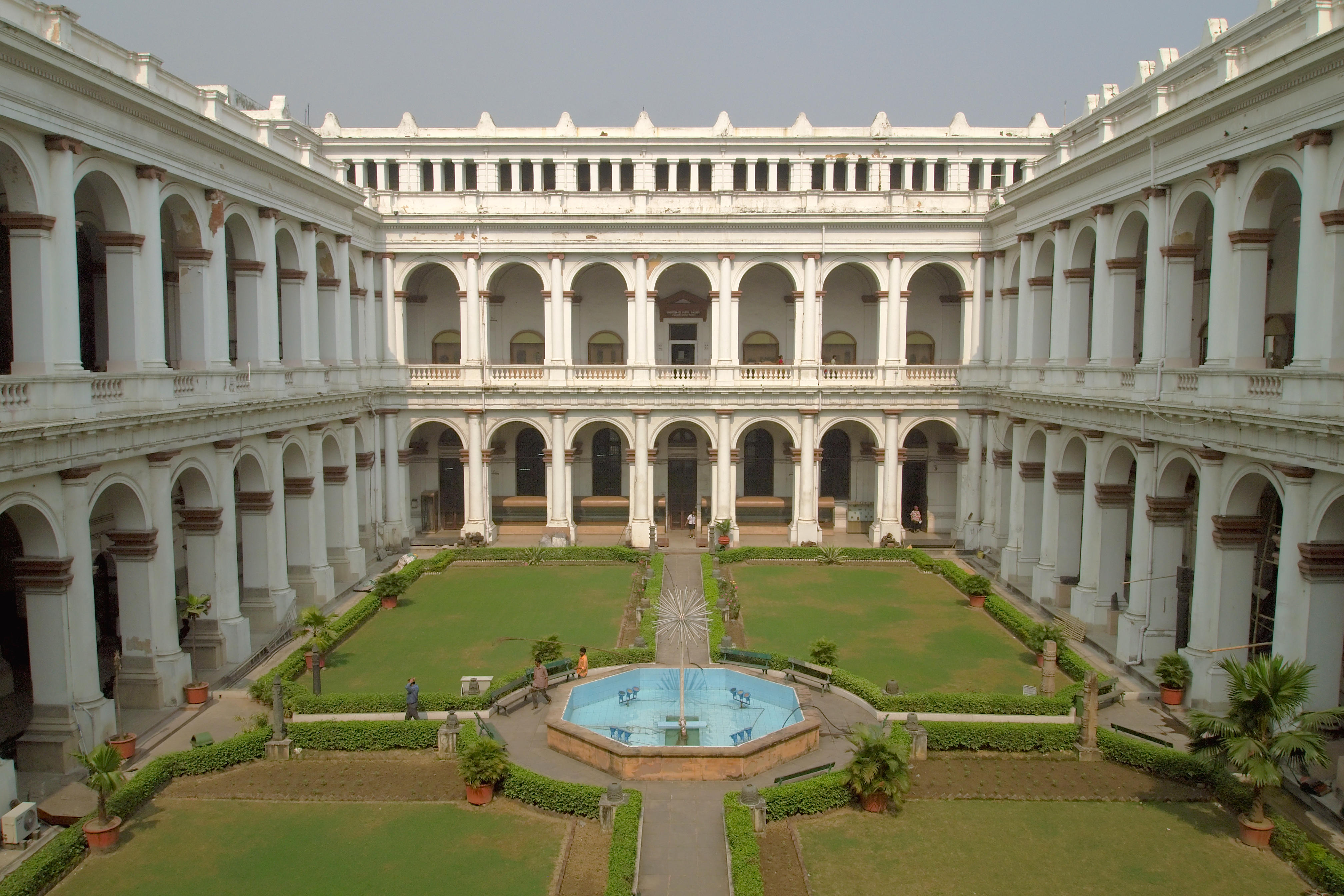
Innenhof des Museums

Das Indian Museum (bengalisch ভারতীয় সংগ্রহালয় Bhāratīẏa saṃgrahālaẏa) ist das größte Museum in der indischen Metropole Kolkata und ist – noch vor dem Nationalmuseum Neu-Delhi – das größte und älteste Museum des Landes. Es verfügt über seltene archäologische Fundstücke aus den verschiedenen Epochen der indischen Geschichte. Außerdem besitzt es eine umfangreiche Sammlung von Antiquitäten, Waffen, Ornamenten, Fossilien, Skeletten, Mumien und Gemälden. Das Museum gehört zu den ältesten ununterbrochen bestehenden Museen weltweit. Verwaltet wird das Museum vom indischen Kulturministerium.

## Lage
Das Museum liegt an der Park Street im Zentrum Kolkatas gegenüber dem Maidan zwischen den Metro-Stationen Esplanade und Park Street.

## Geschichte
Das Indian Museum ist ein Ableger der bereits im Jahr 1784 gegründeten Asiatic Society. Es wurde im Jahr 1814 von dem dänischen Botaniker Nathaniel Wallich in Serampore in der Nähe von Kalkutta, gegründet. Der heutige Museumsbau entstand in den Jahren 1867–1875.

## Abteilungen

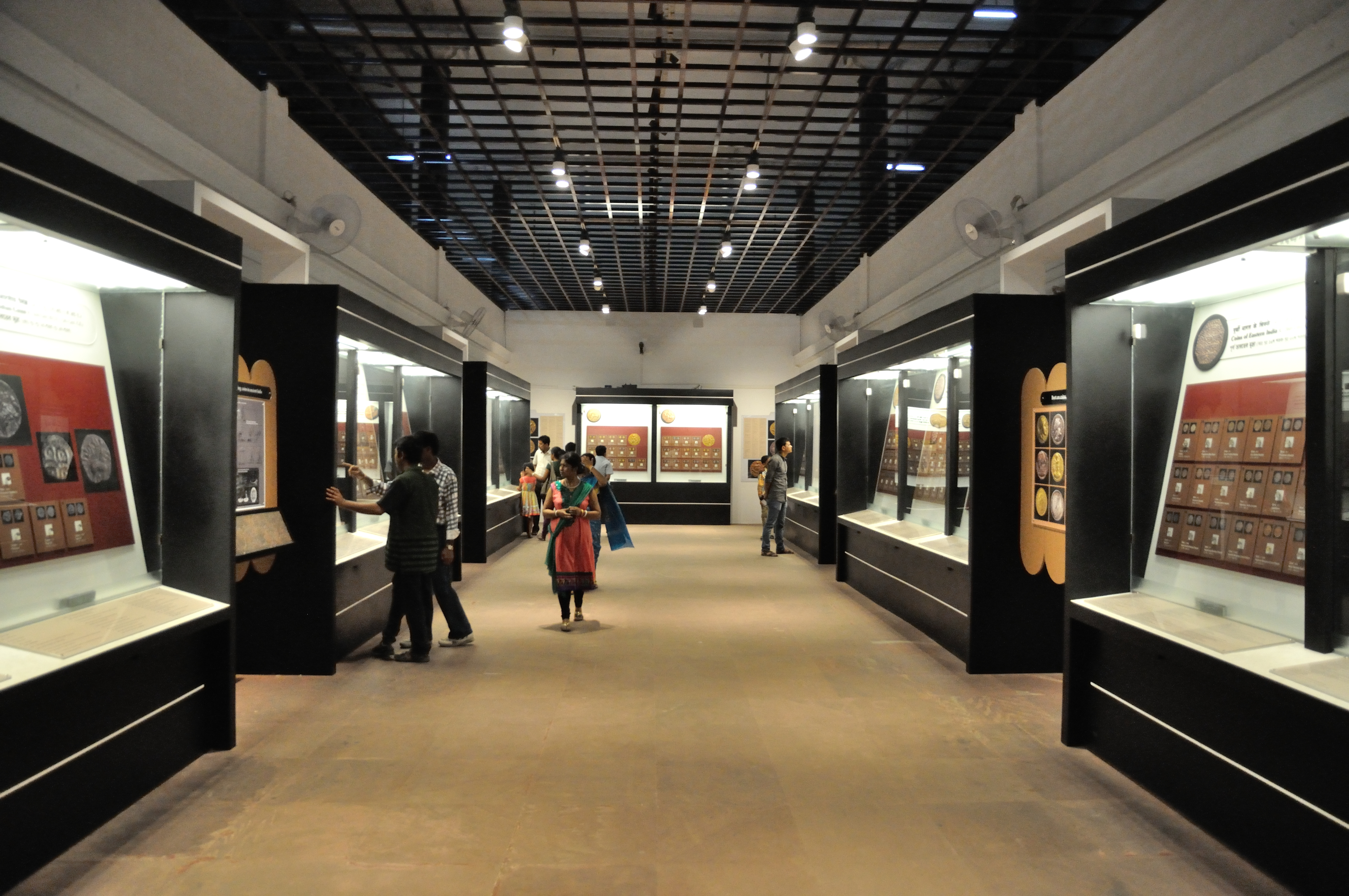
Münzgalerie

Das Museum gliedert sich in 6 Abteilungen (sections):
- Archaeology Section
- Art Section
- Anthropology Section
- Geological Section
- Zoological Section
- Botany Section
- Latest Images

## Galerie
Zu den größten Schätzen des Museums gehören die zum Teil hervorragend erhalten Reste der Steinzäune (vedikas) der Stupas von Bharhut und Mathura.

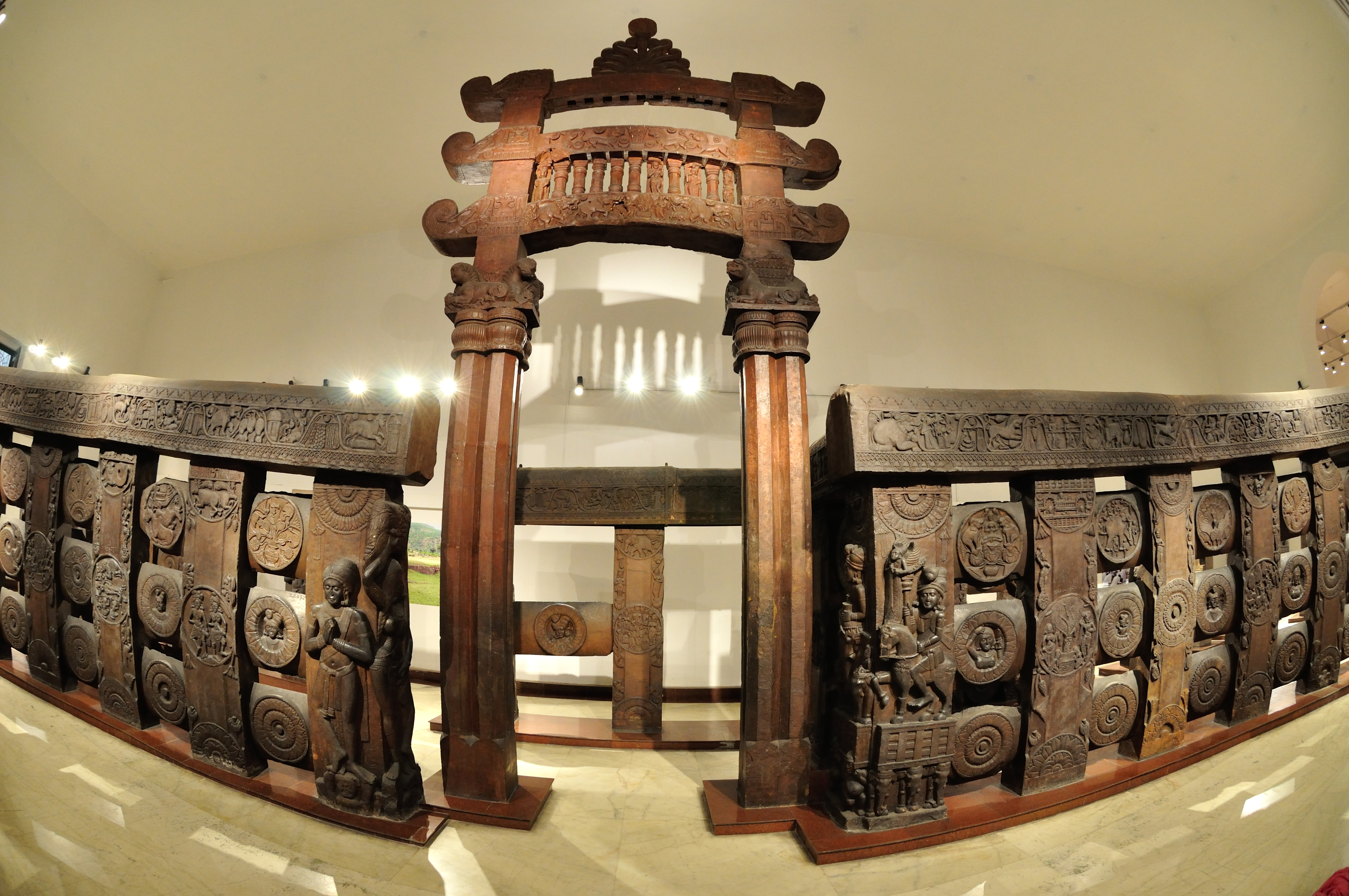
Steinzaun vom Bharhut-Stupa
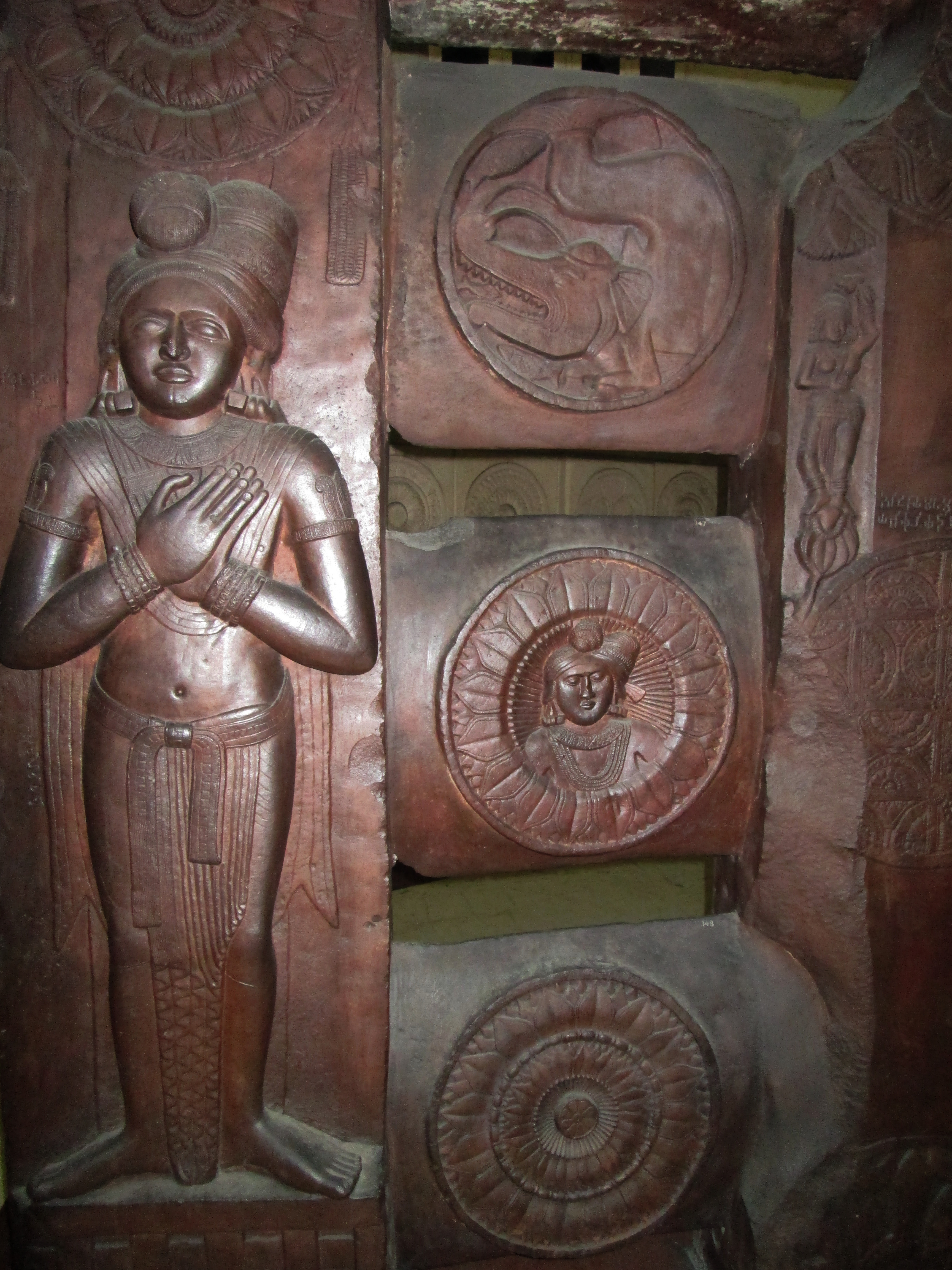
Wächter von Bharhut
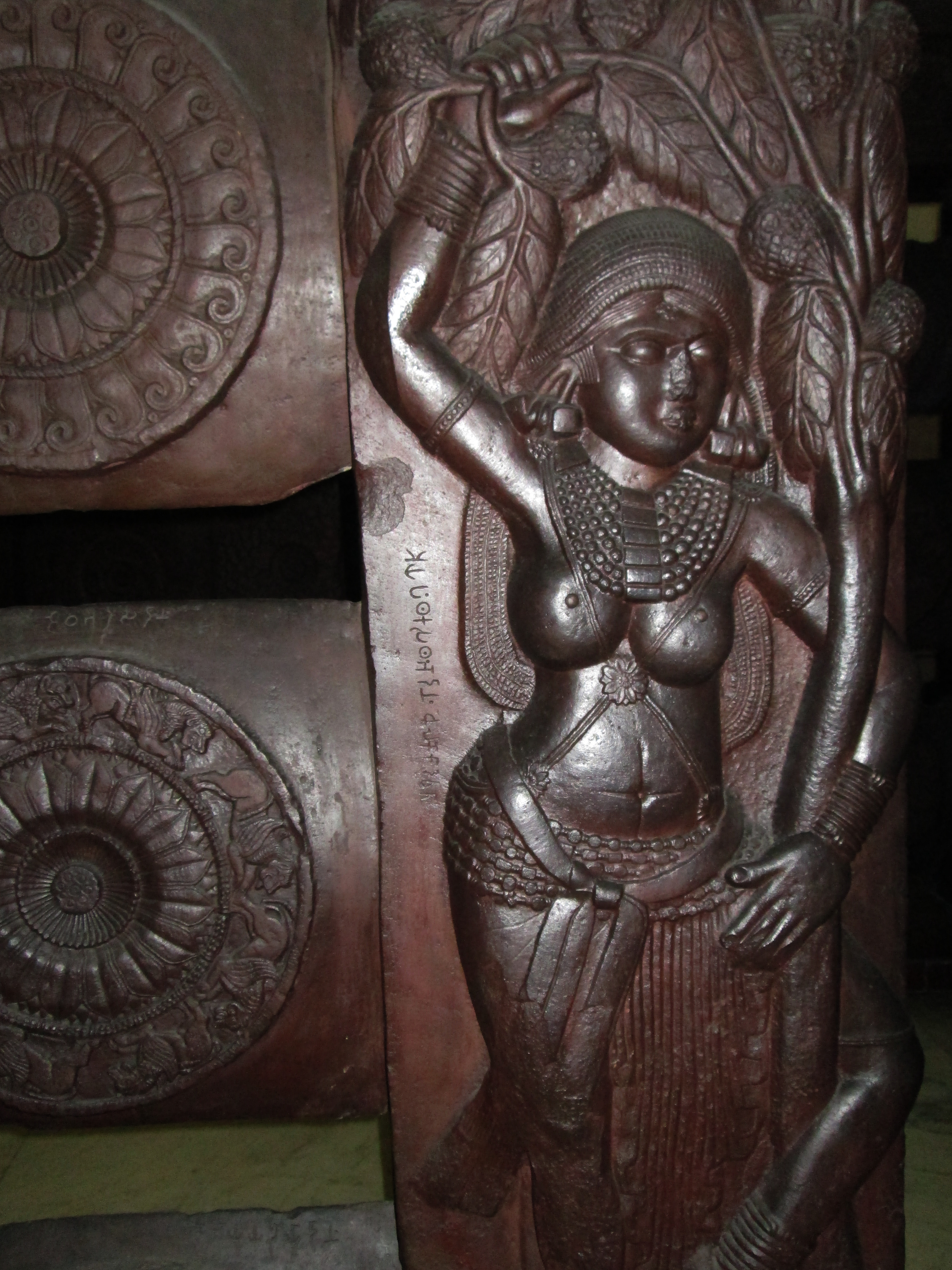
Salabhanjika aus Bharhut
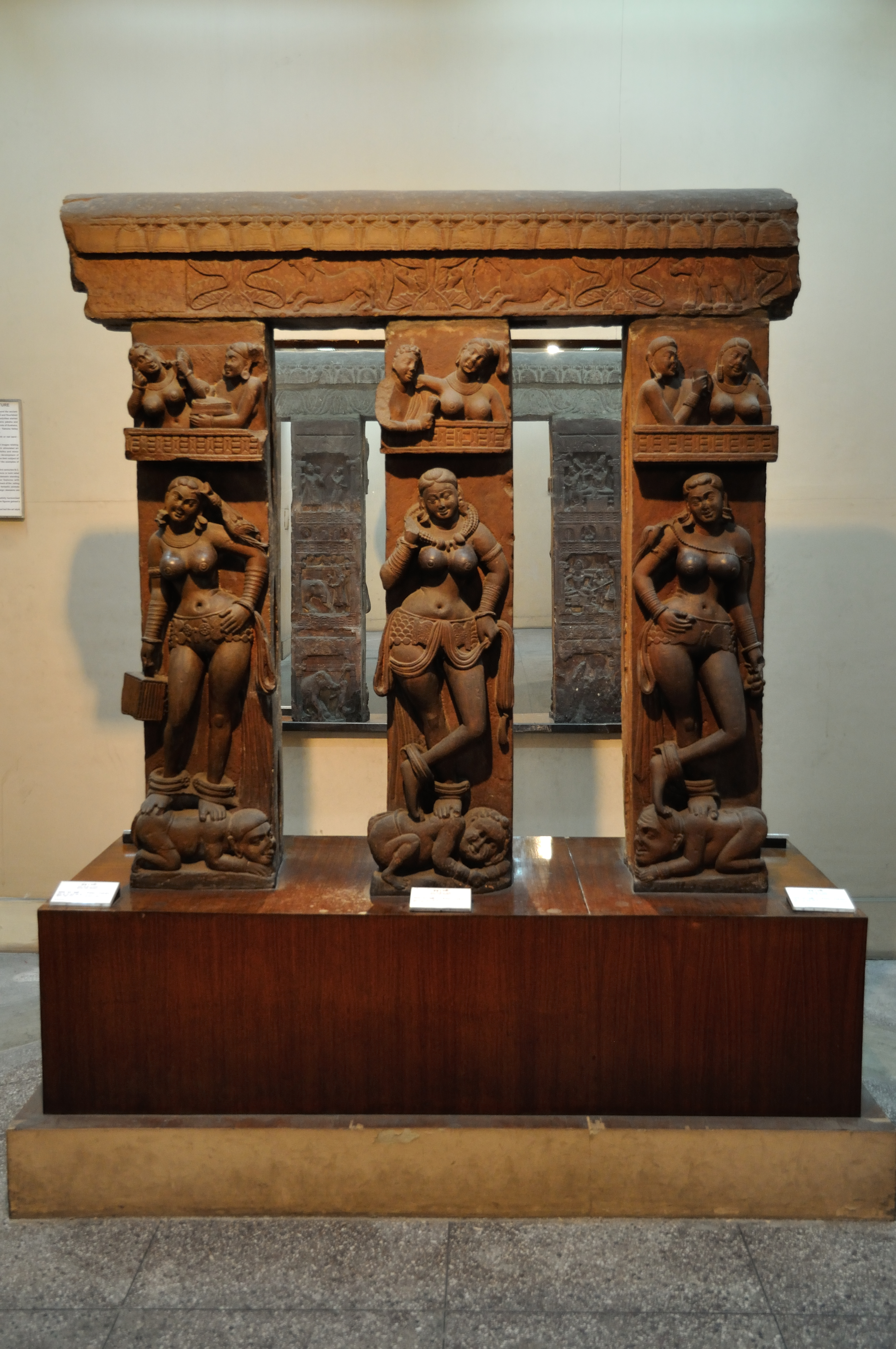
Statuen des Stupas von Mathura
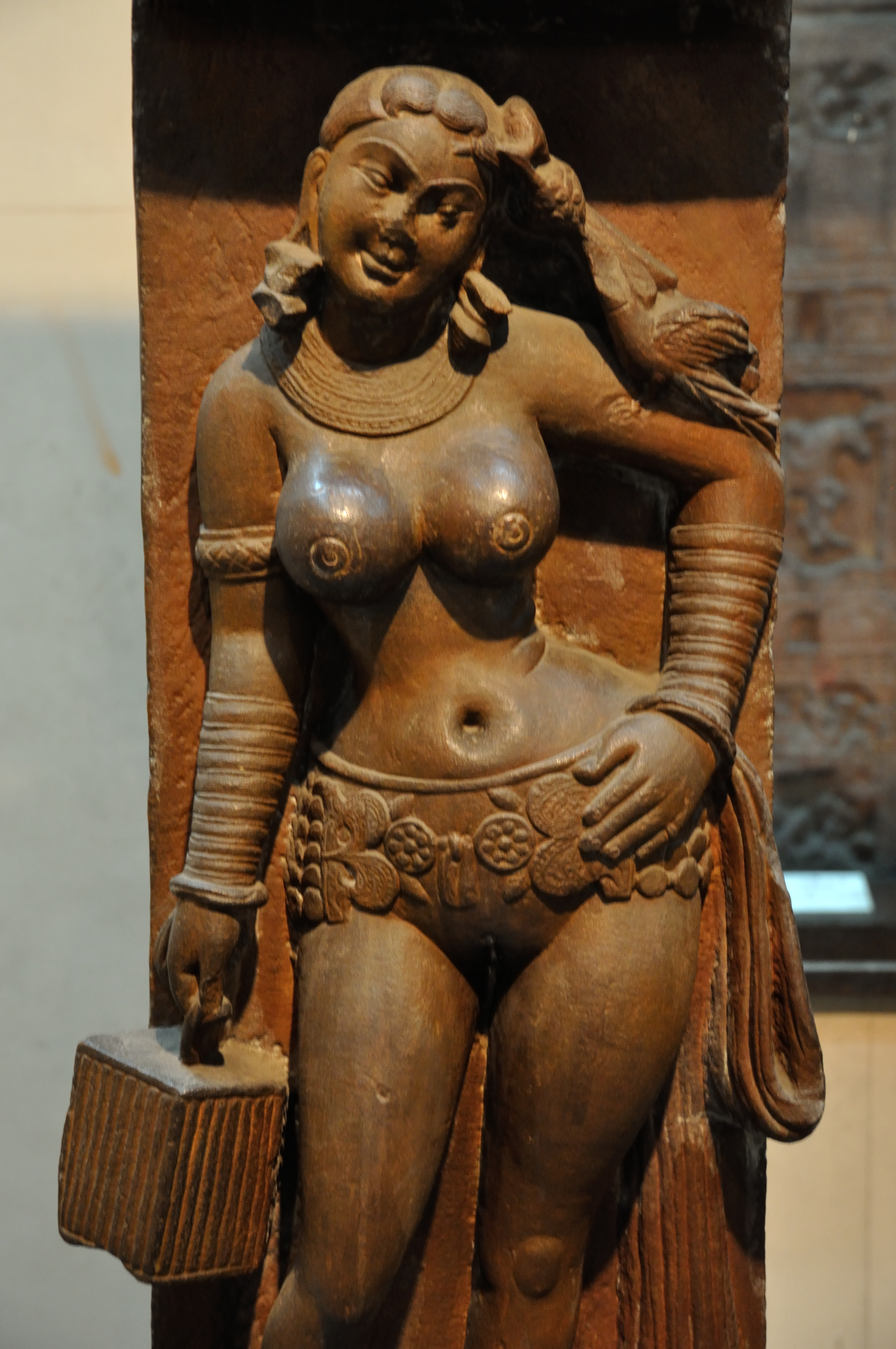
Yakshi von Mathura
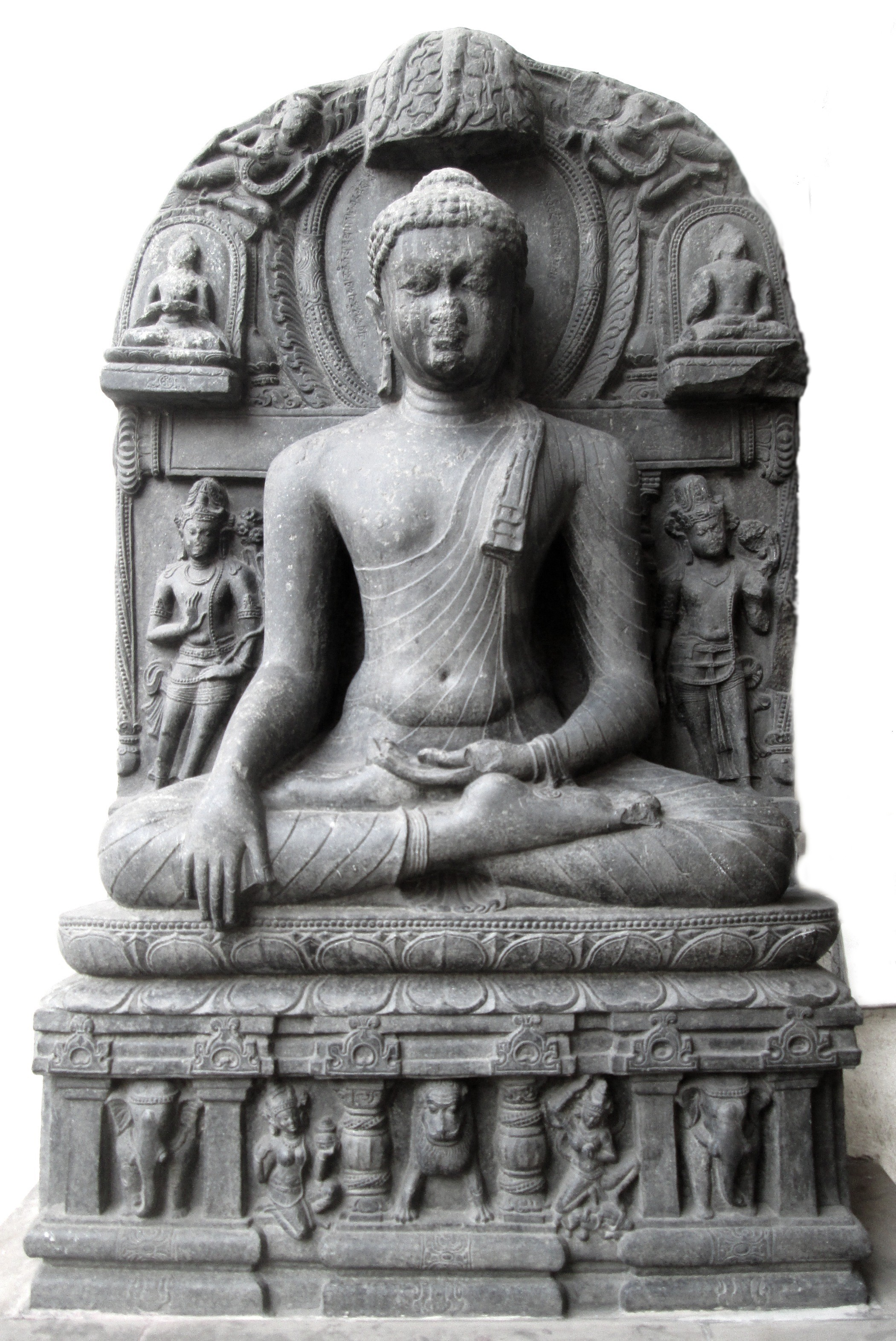
Buddha aus Bihar mit Mudra der Erdberührung